# Kiyosu
Kiyosu (japanska: 清須市?, Kiyosu-shi) är en japansk stad i prefekturen Aichi på den centrala delen av ön Honshū. Kiyosu fick stadsrättigheter 2005, genom sammanslagning av kommunerna Kiyosu, Nishibiwajima och Shinkawa. 2009 inkorporerades kommunen Haruhi i staden,

## Källor

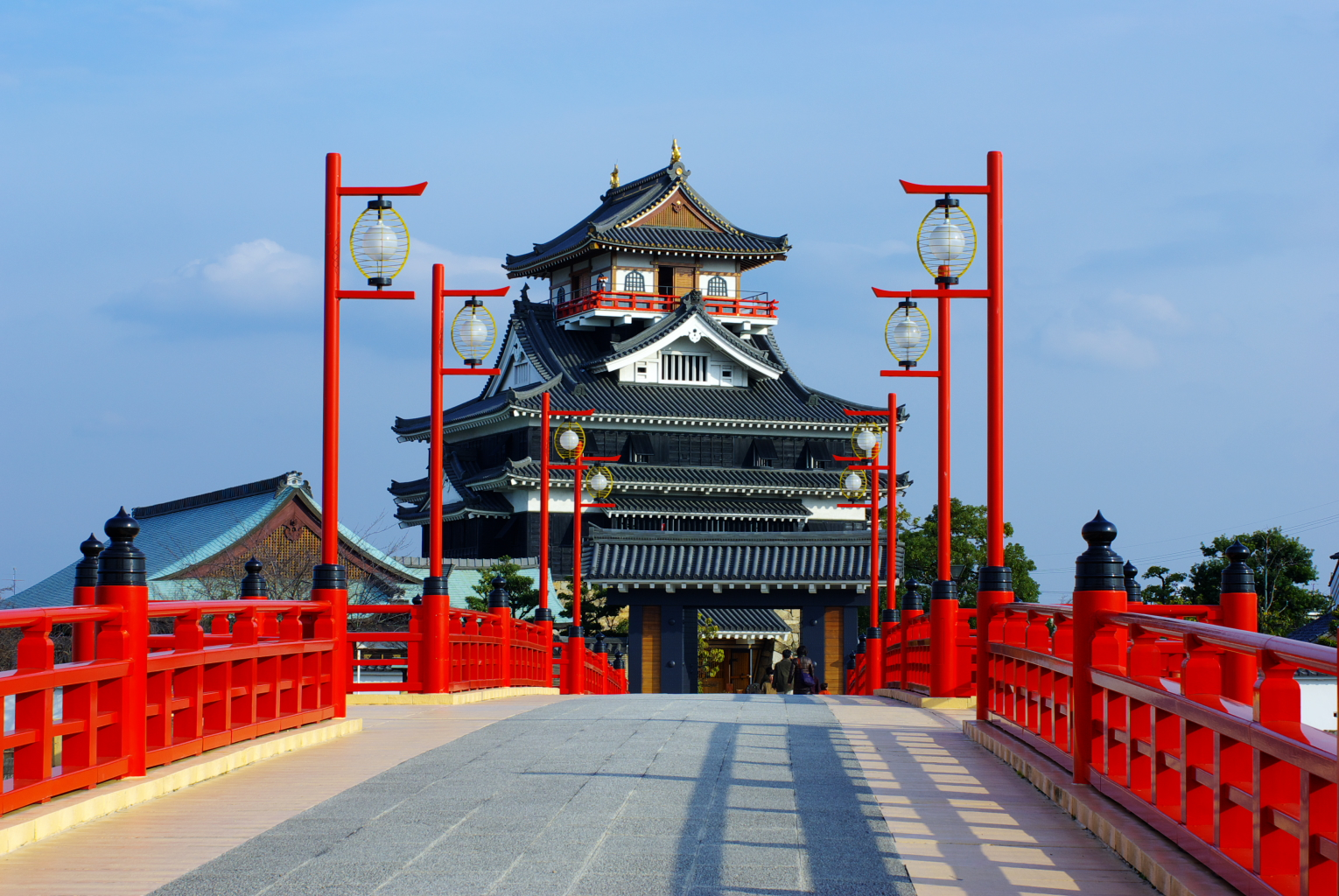
Slottet i Kiyosu